# Norra Lisslamm
Norra Lisslamm är en sjö i Filipstads kommun, som ingår i Göta älvs huvudavrinningsområde.